# Quốc ca Tajikistan
Surudi Milli (tiếng Tajik: Суруди Миллӣ, phát âm [sʊˌɾuːd̪ɪ mɪlˈliː];dịch nghĩa: Quốc ca) là quốc ca của Tajikistan. Bài quốc ca được sử dụng từ năm 1994, thay thế cho quốc ca của Cộng hòa Xã hội Chủ nghĩa Xô viết Tajikistan.

## Lịch sử
Sau khi giành được độc lập khỏi Liên Xô vào năm 1991, Tajikistan đã giữ lại quốc ca, lời bài hát và tất cả, như quốc ca của nó trong một thời gian trước khi thay thế lời bài hát vào năm 1994. Điều này trái ngược với các quốc gia thuộc Liên Xô cũ khác như Turkmenistan và Kazakhstan đã sử dụng lại các bài vùng ca thời Liên Xô cũ của họ như là quốc gia nhưng đã làm như vậy mà không có lời bài hát của Liên Xô.
Lời bài hát được viết bởi Gulnazar Keldi và nhạc được sáng tác bởi Suleiman Yudakov, cùng giai điệu từ Quốc ca Cộng hòa Xã hội Chủ nghĩa Xô viết Tajik.
Chữ viết Cyrillic là chữ viết chính thức duy nhất của đất nước và chữ viết Ba Tư-Ả Rập không nổi tiếng ở nước này và chỉ có thể so sánh với tiếng Tajik kể từ khi nó là một phương ngữ của tiếng Ba Tư.

## Lời

### Tiếng Tajik
| Ký tự Cyrill | Ký tự Latinh | Chuyển tự IPA |
| Диёри арҷманди мо, Ба бахти мо сари азизи ту баланд бод, Саодати ту, давлати ту бегазанд бод. Зи дурии замонаҳо расидаем, Ба зери парчами ту саф кашидаем, кашидаем. Зинда бош, эй Ватан, Тоҷикистони озоди ман! Барои ному нанги мо Ту аз умеди рафтагони мо нишонаӣ, Ту баҳри ворисон ҷаҳони ҷовидонаӣ, Хазон намерасад ба навбаҳори ту, Ки мазраи вафо бувад канори ту, канори ту. Зинда бош, эй Ватан, Тоҷикистони озоди ман! Ту модари ягонаӣ, Бақои ту бувад бақои хонадони мо, Мароми ту бувад мароми ҷисму ҷони мо, Зи ту саодати абад насиби мост, Ту ҳастиву ҳама ҷаҳон ҳабиби мост, ҳабиби мост. Зинда бош, эй Ватан, Тоҷикистони озоди ман! | Diyori arjmandi mo, Ba baĉti mo sari azizi tu baland bod, Saodati tu, davlati tu begazand bod. Zi durii zamonaho rasidaem, Ba zeri parčami tu saf kašidaem, kašidaem. Zinda boš, ey Vatan, Tojikistoni ozodi man! Baroi nomu nangi mo Tu az umedi raftagoni mo nishonaí, Tu bahri vorison jahoni jovidonaí, Ĉazon namerasad ba navbahori tu, Ki mazrai vafo buvad kanori tu, kanori tu. Zinda boš, ey Vatan, Tojikistoni ozodi man! Tu modari yagonaí, Baqoi tu buvad baqoi ĉonadoni mo, Maromi tu buvad maromi jismu joni mo, Zi tu saodati abad nasibi most, Tu hastivu hama jahon habibi most, habibi most. Zinda boš, ey Vatan, Tojikistoni ozodi man! | [d̪ɪjɔ̝ːɾɪ aɹd͡ʒmand̪ɪ mɔ̝ː \|] [ba baχt̪ʰɪ mɔ̝ː saɾɪ ʔaziːzɪ t̪ʰuː baland̪ bɔ̝ːd̪ \|] [saʔɔ̝ːd̪at̪ʰɪ t̪ʰuː \| d̪avlat̪ʰɪ t̪ʰuː be̞gazand̪ bɔ̝ːd̪ ‖] [zɪ d̪uːɾɪjɪ zamɔ̝ːnahɔ̝ː raiːd̪aje̞m \|] [ba ze̞ɾɪ pʰaɹt͡ʃʰamɪ t̪ʰuː saf kʰaʃiːd̪aje̞m \| kʰaʃiːd̪aje̞m ‖] [zɪnd̪a bɔ̝ːʃ \| e̞j vat̪ʰan \|] [t̪ʰɔ̝ːd͡ʒiːkʰɪst̪ʰɔ̝ːnɪ ɔ̝ːzɔ̝ːd̪ɪ man ‖] [baɾɔ̝ːjɪ nɔ̝ːmʊ naŋgɪ mɔ̝ː] [t̪ʰuː az ʊme̞d̪ɪ raft̪ʰagɔ̝ːnɪ mɔ̝ː nɪʃɔ̝ːnajíː \|] [t̪ʰuː bahɾɪ vɔ̝ːɾɪsɔ̝ːn d͡ʒahɔ̝ːnɪ d͡ʒɔ̝ːvɪd̪ɔ̝ːnajíː \|] [χazɔ̝ːn name̞ɾasad̪ ba navbahɔ̝ːɾɪ t̪ʰuː \|] [kʰɪ mazɹaʔɪ vafɔ̝ː bʊvad̪ kʰanɔ̝ːɾɪ t̪ʰuː \| kʰanɔ̝ːɾɪ t̪ʰuː ‖] [zɪnd̪a bɔ̝ːʃ \| e̞j vat̪ʰan \|] [t̪ʰɔ̝ːd͡ʒiːkʰɪst̪ʰɔ̝ːnɪ ɔ̝ːzɔ̝ːd̪ɪ man ‖] [t̪ʰuː mɔ̝ːd̪aɾɪ jagɔ̝ːnajíː \|] [baqʰɔ̝ːjɪ t̪ʰuː bʊvad̪ baqʰɔ̝ːjɪ χɔ̝ːnad̪ɔ̝ːnɪ mɔ̝ː \|] [maɾɔ̝ːmɪ t̪ʰuː bʊvad̪ maɾɔ̝ːmɪ d͡ʒɪsmu d͡ʒɔ̝ːnɪ mɔ̝ː \|] [zɪ t̪ʰuː saʔɔ̝ːd̪at̪ʰɪ abad̪ nasiːbɪ mɔ̝ːst̪ʰ \|] [t̪ʰuː hast̪ʰɪvʊ hama d͡ʒahɔ̝ːn habiːbɪ mɔ̝ːst̪ʰ \| habiːbɪ mɔ̝ːst̪ʰ ‖] [zɪnd̪a bɔ̝ːʃ \| e̞j vat̪ʰan \|] [t̪ʰɔ̝ːd͡ʒiːkʰɪst̪ʰɔ̝ːnɪ ɔ̝ːzɔ̝ːd̪ɪ man ‖] |

### Dịch nghĩa
| Tổ quốc yêu dấu của chúng ta, Chúng ta hạnh phúc khi thấy niềm tự hào của Người. Hãy để hạnh phúc và thịnh vượng của Người là mãi mãi. Chúng ta đã đạt đến ngày nay từ thời cổ đại, Chúng ta đứng dưới quốc kỳ của Người, dưới quốc kỳ của Người. |
| Tổ quốc ta trường tồn, Tajikistan tự do của ta ơi! |
| Người là biểu tượng, là hy vọng của tổ tiên chúng ta, Danh dự và phẩm giá chúng ta, Người là thế giới vĩnh cửu cho con cái chúng ta, Mùa xuân của Người sẽ không bao giờ kết thúc, Chúng ta nguyện trung thành với Người, trung thành với Người.  |
| Tổ quốc ta trường tồn, Tajikistan tự do của ta ơi! |
| Người là mẹ của tất cả chúng ta, Tương lai của Người cũng là tương lai chúng ta Ý nghĩa của Người là ý nghĩa của tinh thần và thể xác chúng ta. Người làm chúng ta hạnh phúc mãi mãi, Vì Người, chúng ta thêm yêu thế giới, thêm yêu thế giới.    |
| Tổ quốc ta trường tồn, Tajikistan tự do của ta ơi! |